# Лијев Шрајбер
Лијев Шрајбер (енгл. Liev Schreiber) је амерички филмски и позоришни глумац, рођен 4. октобра 1967. у Сан Франциску (САД). Познат је по улози Котона Верија (енгл. Cotton Weary) у хорор серијалу Врисак. Добитник је награде „Тони“ за улогу Ричарда Роме (енгл. Richard Roma) у трећој оригиналној глумачкој постави позоришне представе Glengarry Glen Ross.
Од 2005. је у вези са британско-аустралијском глумицом Наоми Вотс, са којом има двоје деце — Александера (енгл. Alexander) и Самјуела (енгл. Samuel).

## Филмографија
| Улоге Лијев Шрајбер |                             |               |                       |          |
| Година              | Српски назив                | Изворни назив | Улога                 | Напомена |
| 1996.               | Врисак                      |               | Котон Вери            |          |
| 1997.               | Врисак 2                    |               | Котон Вери            |          |
| 1998.               | Сфера                       |               | Тед Филдинг           |          |
| 1999.               | Ураган                      |               | Сем Чејтон            |          |
| 2000.               | Врисак 3                    |               | Котон Вери            |          |
| 2002.               | Сви наши страхови           |               | Џон Кларк             |          |
| 2004.               | Манџурски кандидат          |               | конгресмен Рејмонд Шо |          |
| 2006.               | Предсказање                 |               | Роберт Торн           |          |
| 2007.               | Љубав у доба колере         |               | Лотарио Турго         |          |
| 2009.               | Икс - људи Почеци: Вулверин |               | Виктор Крид           |          |
| 2015.               | Под лупом                   |               | Мартин Барон          |          |
| 2015.               | Крид: Рађање легенде        |               | ХБО 24/7 наратор      |          |
| 2018.               | Спајдермен: Нови свет       |               | Кингпин               | глас     |
| 2019.               | Кишни дан у Њујорку         |               | Роланд Полард         |          |
| 2021.               | Француска депеша            |               | домаћин ток шоуа      |          |
| 2021.               | Не гледај горе              |               | наратор у BASH-у          | глас     |
| 2023.               | Астероид Сити               |               | Џеј Џеј Келог         |          |